# Guy R. Pelton
Guy Ray Pelton (* 3. August 1824 bei Great Barrington, Massachusetts; † 24. Juli 1890 im Yellowstone-Nationalpark, Wyoming) war ein US-amerikanischer Jurist und Politiker. Zwischen 1855 und 1857 vertrat er den Bundesstaat New York im US-Repräsentantenhaus.

## Werdegang
Guy Pelton besuchte Gemeinschaftsschulen und das Connecticut Literary Institute in Suffield (Connecticut). Er unterrichtete und studierte dann Jura. Nach dem Erhalt seiner Zulassung als Anwalt 1851 begann er in New York City zu praktizieren. Er hatte mehrere lokale Ämter inne. Politisch gehörte er der Opposition Party an. Bei den Kongresswahlen des Jahres 1854 wurde er im dritten Wahlbezirk von New York in das US-Repräsentantenhaus in Washington, D.C. gewählt, wo er am 4. März 1855 die Nachfolge von Hiram Walbridge antrat. Er erlitt bei seiner Wiederwahlkandidatur im Jahr 1856 eine Niederlage und schied nach dem 3. März 1857 aus dem Kongress aus. Danach nahm er in Great Barrington seine Tätigkeit als Anwalt wieder auf. Er starb am 24. Juli 1890 auf einer Klettertour zum Mary Mountain im Yellowstone-Nationalpark und wurde auf dem Mahaiwe Cemetery in Great Barrington beigesetzt.